# Ален (Небраска)
Ален (енгл. Allen) град је у америчкој савезној држави Небраска.

## Демографија
По попису из 2010. године број становника је 377, што је 34 (-8,3%) становника мање него 2000. године.
| Група             | 2000.       | 2010.       |
| Белци             | 405 (98,5%) | 360 (95,5%) |
| Афроамериканци    | 0 (0,0%)    | 1 (0,3%)    |
| Азијати           | 0 (0,0%)    | 1 (0,3%)    |
| Хиспаноамериканци | 4 (1,0%)    | 13 (3,4%)   |
| Укупно            | 411         | 377         |